# Joar
Joar är ett nordiskt mansnamn, som på runstenar skrivs som Ioar och uttalades på vikingatiden Iååarr. Namnet betyder 'hästkrigare'. Förledet jo- är ett urgammalt ord för 'häst' (isländska jór, fornengelska eoh, urgermanska *ehwaz; från det urindoeuropeiska *eḱwos, varav även latin equus, grekiska hippos, galliska epos (se Epona), sanskrit aśvaḥ, persiska asb, armeniska ēš 'åsna', hettitiska aśwas, litauiska ašva 'märr' samt tokhariska yuk [a] och yakwe [b]). Efterledet -ar betecknar maskulinum (och härstammar ifrån urgermanska *harjaz), alltså man eller krigare och är identiskt med -ar i Gunnar, Ivar och Ragnar. Orter med namnet Jordstorp hette på fornsvenska Ioarsthorp, och kommer alltså av detta namn.
Namnet har varit mycket ovanligt, men har ökat i popularitet under det senaste[när?] decenniet. Den 31 december 2014 fanns det totalt 1 157 personer i Sverige med namnet, varav 878 hade det som tilltalsnamn. År 2014 fick 30 pojkar namnet som tilltalsnamn.
Namnsdag i Sverige: 31 januari (1986–1992: 13 juli). I den finlandssvenska namnsdagslängden har Joar namnsdag 22 augusti sedan 2025.

## Personer med namnet Joar
- Joar, svensk prins (död 1205), son till kung Knut I
- Joar Blå, känd från Erikskrönikan
- Joar Jedvardsson, Erik den heliges bror
- Joar Forssell, Liberala Ungdomsförbundets förbundsordförande 2016–
- Joar Tiberg, svensk poet, översättare och barnboksförfattare
- Joar Nango, norsk-samisk installationskonstnär och arkitekt
- Joar Muramästare, svensk arkitekt vid byggandet av Vadstena klosters kyrka, 1400-talet

### Fiktiva
- Joar Lundwall, romanfigur av Jan Guillou i hans böcker om Carl Hamilton